# Schmetterlingsnebel (Film)
Schmetterlingsnebel ist ein deutscher Fernsehfilm der Frühling-Filmreihe von Thomas Kronthaler, der am 7. Februar 2021 erstmals im ZDF ausgestrahlt wurde.
Der Film erzählt die Geschichte der Dorfhelferin Katja Baumann, gespielt von Simone Thomalla, die Familien in Notsituationen zur Seite steht und gleichzeitig versucht, Frühling in die Herzen der Menschen zu tragen. Es ist der 29. Film einer Reihe, in deren Mittelpunkt die Menschen des Ortes mit Namen Frühling stehen.
Christoph M. Ohrt und Kristo Ferkic sind als Vater-Sohn-Gespann Jan und Adrian Steinmann besetzt, Julia Beautx als neue Dorfhelferin Lilly Engel, Johannes Herrschmann als Pfarrer Sonnleitner und Caroline Ebner als Ärztin Dr. Schneiderhahn sowie Nadine Wrietz als Katjas Freundin Leslie Wolff. Die Haupt-Gaststars dieser Folge sind Theresia Vajkoczy, Dagny Dewath, Lilli Marie Schweiger, Angelika Thomas, Felix von Manteuffel, Nadja Engel und Thomas Darchinger.

## Handlung
Dorfhelferin Katja Baumann bekommt es diesmal mit zwischenmenschlichen Problemen und Lebenslügen zu tun, als sie einem Campingplatzbetreiber aushelfen soll, der nach einem Leitersturz im Krankenhaus liegt. Aber auch Katjas Tag beginnt wenig verheißungsvoll, da ihr ein Unbekannter die Handtasche aus ihrem Auto stiehlt und dieses dann auch noch kaputt geht. Dadurch kommt sie erst recht spät zum Campingplatz, wo sich bereits eine kleine Warteschlange gebildet hat. Zum Glück sind es meist versierte Camper wie Fritz Lohner und Hilde Frank, die seit 40 Jahren immer wieder ihren Urlaub in trauter Zweisamkeit auf dem Campingplatz verbringen, was Katja die Arbeit ein wenig erleichtert. Allerdings sind auch ein paar schwierige Fälle unter den Stammgästen, wie Uschi Brüderle, die gegen jeden etwas vorzubringen hat und ganz besonders gegen ihre Platznachbarin Catrin Zerbe vorgeht. Catrin wohnt mit ihren beiden Töchtern Greta und Lotti seit einem Jahr auf dem Campingplatz, weil sie ihre Arbeit und in der Konsequenz auch ihre Wohnung verloren hat. Als Katja den Müll der Camper einsammelt, findet sie zufällig ihre Geldbörse, die sich in der ihr entwendeten Handtasche befand, allerdings enthält sie kein Geld mehr. So versucht sie über die Analyse des Mülls herauszufinden, wer von den Urlaubern der Dieb gewesen sein könnte. Anhand eines gefundenen Zettels mit einer Mathematikaufgabe deutet alles auf Familie Zerbe hin. Catrin Zerbe ist zunächst über die Verdächtigung verärgert, stellt dann aber ihre Tochter Greta zur Rede, die den Diebstahl zugibt. Greta begründet das damit, dass sie ihrer kleinen Schwester so die Klassenfahrt habe ermöglichen wollen. Greta entschuldigt sich bei Katja und verspricht ihr, so etwas nie wieder zu tun. Kaum ist dieses Problem gelöst, gibt es die nächste Überraschung. Fritz und Hilde sind bei einem Ausflug tödlich verunglückt und nun treffen – zu Katjas großer Überraschung – deren Ehepartner ein. Katja ist verwirrt, hat sie die beiden doch für ein glückliches Ehepaar gehalten und war fast ein wenig neidisch, dass man sich auch nach 40 Jahren noch so gern haben kann. Hilde hatte ihr gegenüber von einem Schmetterlingsnebel erzählt, der entstehen würde, wenn Sterne, kurz bevor sie sterben, ihre Gasschichten abwerfen, bis nur noch die inneren Kerne übrig bleiben.
Privat geht es bei Katja ähnlich turbulent zu, denn Jan hat sich auf unbestimmte Zeit „aus dem Staub gemacht“. Damit lässt er nicht nur Katja und seinen Sohn Adrian allein, sondern auch seine Köchin Leslie Wolff, die den gesamten Restaurantbetrieb nun allein stemmen muss. Katja möchte ihr nicht sagen, dass Jan sich aus gravierenden, gesundheitlichen Gründen zurückgezogen hat. Sie hofft darauf, dass er selbst seinen Mut zusammennimmt und den anderen die Wahrheit sagt, was er bisher aber einfach nicht über sich gebracht hat.

## Produktionsnotizen

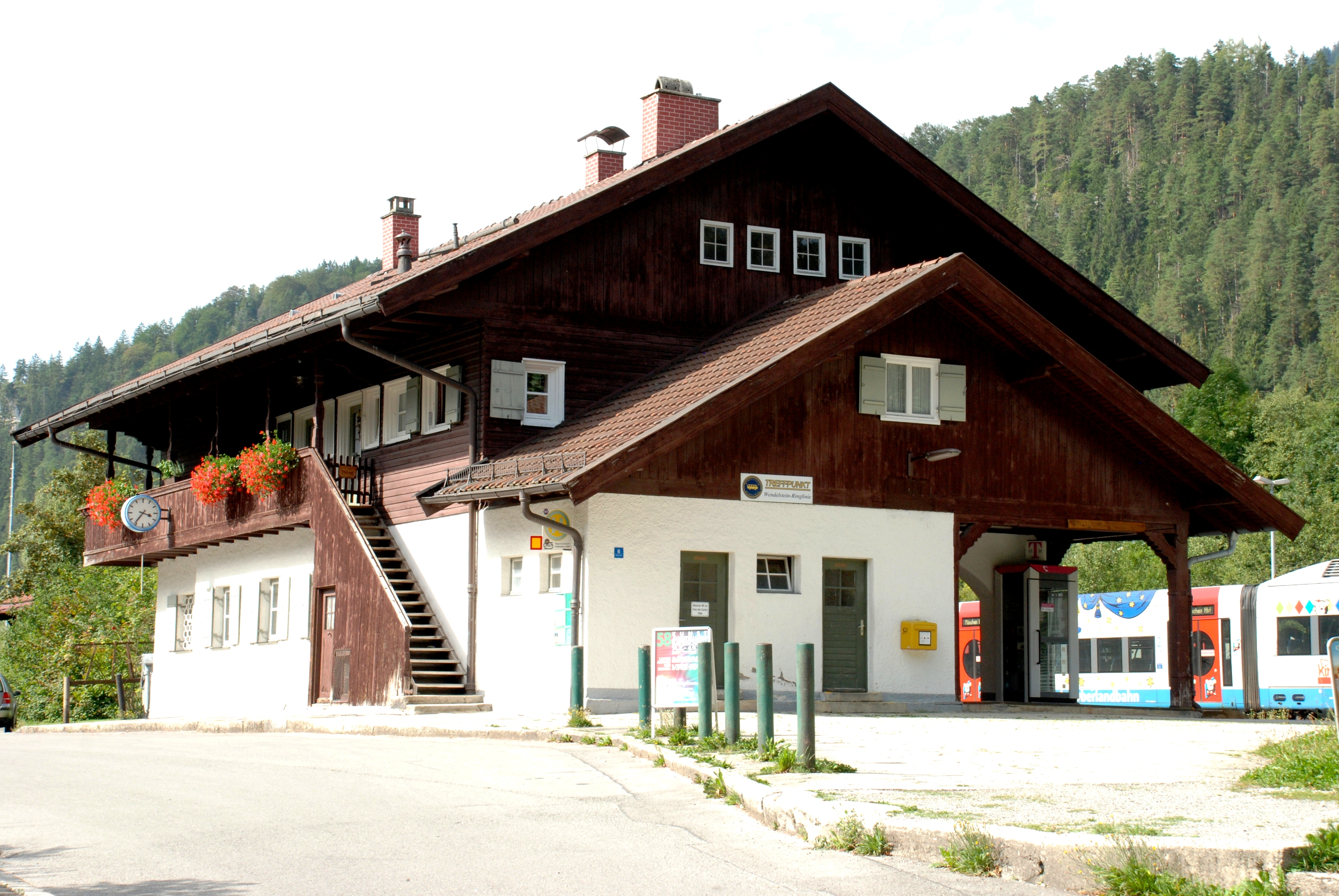
Bahnhof in „Frühling“

Die Episode wurde vom ZDF in Zusammenarbeit mit „Seven Dogs Filmproduktion“ und UFA Fiction produziert und im Rahmen der ZDF-„Herzkino“-Reihe und als 29. Folge der Frühling-Filmreihe ausgestrahlt. Die Dreharbeiten erfolgten vom 30. Juni bis zum 24. September 2020 in der Gemeinde Miesbach unter dem Arbeitstitel Campingboom. Einer der Drehorte war diesmal der Bahnhof von Bayrischzell.

## Rezeption

### Kritik
Die Kritiker der Fernsehzeitschrift TV Spielfilm vergaben kommentarlos eine mittlere Wertung. (Daumen gerade)

### Einschaltquoten
Bei der Erstausstrahlung am 7. Februar 2021 wurde Schmetterlingsnebel in Deutschland nur von 5,76 Millionen Zuschauern gesehen, was einem Marktanteil von 15,9 Prozent entsprach.